# 相利共生
相利共生（そうりきょうせい、mutualism）とは、異なる生物種が同所的に生活することで、互いに利益を得ることができる共生関係のことである。
ここでいう利益には、適応力や生存能力などが含まれる。同じ種内で双方が利益を得るような関係は、協力として知られる。相利共生を共生と同義とされることもあるがこれは誤りで、実際には共生というと片利共生や片害共生、寄生などが含まれる。

## 概要

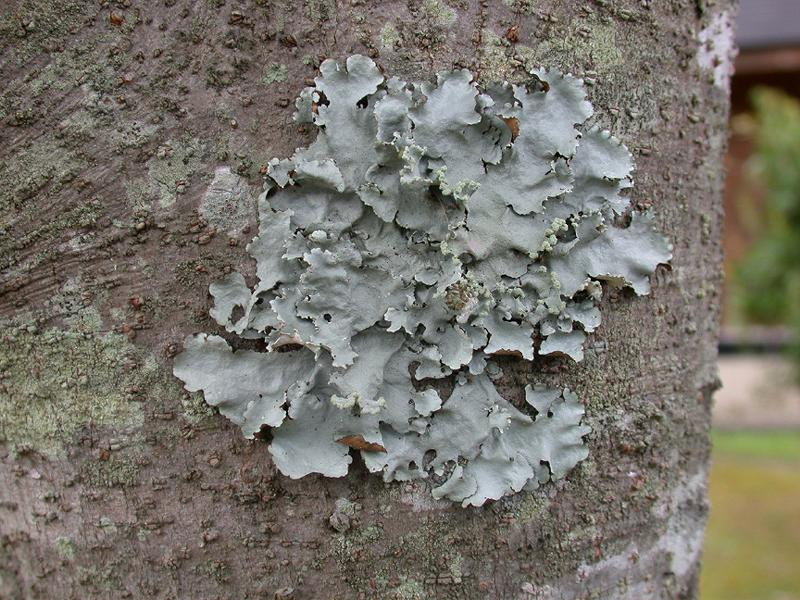
菌類と藻類の共生生物である地衣類。この関係は絶対的相利共生にあたる。

相利共生は種間競争と対比することができる。種間競争では、ある種が別の種を犠牲にして利益を得るため、それぞれの種の適応力や種が獲得できる利益は相利共生とは反対に減少する。
相利共生は、生態学的に重要な関係である。たとえば、70%以上の陸上植物の根には菌根菌が共生しており、植物は無機化合物や微量元素を菌根菌から受け取る一方、菌根菌は植物から光合成産物を受け取っている。
さらに、虫媒花に見えるランなどに代表される花の形状は、送粉者の形態や行動に合わせ、より受粉率を上げるような形状に進化し、また送粉者もより蜜などを得やすい形態に進化することで、共進化が起こっていることが考えられる。しかし、相利共生による進化の促進効果は、他の種間関係（捕食-被食関係や寄生など）による進化の促進効果よりも小さいものと考えられる。
植物と送粉者の関係のように、各個体が得られる利益に差がある関係では、各個体が相利共生によってどれほどの利益を得ているのかを単純に測定することはできない。そのため、相利共生を考える際に、共生関係が必ず発生しているかそうでないかによって、前者を「絶対的相利共生」、後者を「条件的相利共生」と区別することもある。しかし前者に関しては、他種との共生関係なしでは生存できないという場合や、他種の細胞に共生できないと生存できないという場合などを含む。
地衣類と共生藻は入手性や実験操作の簡便性などの点で学校現場での実験教材として有望である。